# Снос памятников Ленину на Украине (1990—2013)
Снос памятников Ленину на Украине в 1990—2013 годах — процесс демонтажа символов советского прошлого — памятников Ленину в период с 1990 года и обретения независимости Украины в 1991 до начала Евромайдана в конце 2013 года. За этот период на Украине было снесено более 3200 скульптур основателю СССР.

## Памятники Ленину на Украине к 1990 году
По состоянию на июль 1990 года, в Украинской ССР памятники В. И. Ленину стояли почти во всех городах, пгт, сёлах, на заводах, предприятиях, в школах и воинских частях. Такого памятника не имели только три районных центра УССР: Иршава Закарпатской области, Старая Выжевка Волынской области и Шумск Тернопольской области.

## Демонтаж памятников Ленину в 1990—2008 годах
С 1990 года процесс сноса памятников Ленину охватил преимущественно западные области. Он проводился открыто, с санкции городских советов, большинство в которых принадлежало националистическим силам, в частности Народному руху Украины. Соответственно, демонтаж имел значение символического акта разрыва с коммунистическим прошлым.
В 1990—1992 годах снос памятников шёл прежде всего в областях Западной Украины, присоединённых к СССР в 1939—1945 годах. 14 сентября 1990 года с санкции местных властей был уничтожен памятник Ленину во Львове. В 1990 году были снесены памятники в двух областных центрах Западной Украины — Ивано-Франковске и Тернополе. В 1991 году были снесены памятники в Виннице, Луцке, Ровно и Ужгороде. В том же году был снесён Памятник Октябрьской революции в Киеве (с почти 9-ти метровой статуей Ленина), а сама площадь Октябрьской революции переименована в Майдан незалежности. Как отмечают, данный "демонтаж Ленина стал знаковым событием для Украины и фактически открыл новую страницу ее истории".
В 1992 году снесены памятники в Черновцах и Хмельницком. За 1990—1992 годы были демонтированы почти все памятники Ленину в Львовской, Тернопольской, Закарпатской, Черновицкой, Ровненской, Волынской, Хмельницкой, Винницкой и Ивано-Франковской областях. При этом большинство памятников Ленину в центральных и восточных районах Украины пережили первую волну сноса.
В 1992—2008 годах в Украине в отдельных местах власти сносили или перемещали памятники Ленину. Этот процесс шёл медленно. Так в 2006 году власти Одессы перенесли памятнику Ленину с Куликова поля в парк в промышленную зону, куда позднее стали свозить иные советские памятники. В 2013 году суд признал перенос памятника в Одессе незаконным. Украинские суды выступали против сноса памятников не только в Одессе. В 2008 году в Черкассах снесли памятник Ленину, но суд через три года принял решение об его восстановлении.
За 2007—2008 годы в Украине легально были демонтированы около 400 советских памятников.

## Демонтаж 2009—2012 годов
В 2009 году Президент Ющенко подписал указ № 432/2009 «О дополнительных мерах по увековечению памяти жертв Голодомора 1932—1933 годов на Украине», одним из положений которого было принятие в установленном порядке дополнительных мер по демонтажу памятников и памятных знаков, посвящённых лицам, причастным к организации и осуществлению голодоморов и политических репрессий на Украине, а также по переименованию в установленном порядке населённых пунктов, улиц, площадей, переулков, проспектов, парков и скверов в населённых пунктах Украины, названия которых связаны с именами таких лиц.
С 2009 года до начала Евромайдана во исполнение этого указа было демонтировано несколько памятников Ленину, однако в большинстве городов и сёл Украины местная власть не выполнила положения закона.
Затягивание исполнения указа Ющенко вызвало недовольство местных активистов, которые сами стали сносить памятники или разрушать их. В апреле 2009 года местные активисты взорвали памятник Ленину в Рубежном (Луганская область), в ночь на 1 июня 2009 года сожгли памятник Ленину в Каневе (Черкасская область).

## Демонтаж 2013 года
Новый этап демонтажа начался 15 февраля 2013 года, когда группа активистов партии «Свобода» во главе с депутатом Игорем Мирошниченко снесла памятник Ленину в Ахтырке (Сумская область). 26 августа 2013 года по решению городского совета Новоград-Волынского был демонтирован памятник Ленину. Осенью того же года был демонтирован памятник Ленину в городе Ямполь (Винницкая область). 8 декабря 2013 года был снесён памятник Ленину на площади Тараса Шевченко в Киеве, что стало началом Ленинопада.

## Уголовные дела против участников демонтажа
Украинская милиция возбуждала уголовные дела против лиц, которые самовольно пытались уничтожить памятники Ленину. Дела обычно возбуждались по статье «хулиганство», но как правило, виновных найти не удалось. Тем не менее некоторые лица, причастные к уничтожению памятников Ленину были осуждены. Так, 19 июня 2013 года суд признал виновными пять человек, которые ночью 30 июня 2009 года сломали руку и нос памятнику Ленину в Киеве на площади Тараса Шевченко (памятник был отреставрирован в 2013 году), и приговорил их к следующему наказанию:
- Н. Кохановский — 3 года ограничения свободы с испытательным сроком в 2 года;
- А. Задорожный, А. Тарасенко, Б. Франт и И. Срибной по 2 года ограничения свободы.

В августе 2011 года два депутата и один помощник депутата из города Васильков (Киевская область) были арестованы по обвинению в терроризме (в том числе им вменили в вину взрыв памятника Ленину в Борисполе). 10 января 2014 года каждый из них был приговорён к 6 годам лишения свободы, но уже в феврале того же года они были освобождены как политические заключённые.

## Хронология
- 1 августа 1990 — Червоноград, Львовская область. Первый демонтированный памятник Ленину в СССР. Новость облетела весь СССР, а благодаря радио «Свобода» стала известна во всём Мире[12][13].
- 8 августа 1990 — Тернополь. Демонтирован[12][14].
- 15 августа 1990 — Николаев, Львовская область. Демонтирован[12].
- 17 августа 1990 — Коломыя, Ивано-Франковская область. Демонтирован[12][15].
- 28 августа 1990 — Надворная, Ивано-Франковская область. Демонтирован[12][16].
- 4 сентября 1990 — Борислав, Львовская область. Демонтирован[12].
- 5 сентября 1990 — Дрогобыч, Львовская область. Демонтирован[12][17].
- 14 сентября 1990 — Винники, Львовская область Демонтирован[18].
- 14 сентября 1990 — Львов. Демонтирован. Посмотреть, как падает памятник, пришло более 50 тысяч жителей города и приезжих из окрестностей[12][19].
- 17 сентября 1990 — Самбор, Львовская область.
- 9 октября 1990 — Ивано-Франковск. Демонтирован[20].
- 27 октября 1990 — Косов, Ивано-Франковская область. Демонтирован[21].
- 6 декабря 1990 — Отыния, Ивано-Франковская область. Демонтирован[22].
- 25 августа 1991 — Ровно. При демонтаже памятника в областном центре состоялся 15-тысячный митинг в честь провозглашения Независимости Украины[23].
- 25 августа 1991 — Луцк. Снесён[24].
- 30 августа 1991 — Нововолынск, Волынская область. Демонтирован по решению городского совета[25].
- 30 августа 1991 — Ужгород. Демонтирован[26].
- 6 сентября 1991 — Черновцы. Демонтирован с Центральной площади в присутствии общественности[27].
- 12 сентября 1991 — Киев. На Площади Октябрьской революции демонтирован монумент в честь Октябрьской революции с памятником Ленина[28].
- 20 сентября 1991 — Яремче, Ивано-Франковская область. Демонтирован[28].
- 20 мая 1992 — Винница. Демонтирован[29].
- 18 августа 1992 — Каменец-Подольский, Хмельницкая область. Демонтирован и отправлен в местный автопарк[30].

## Снесённые памятники другим коммунистическим деятелям
В этот же период были уничтожены, снесены или повреждены ряд памятников другим коммунистическим деятелям.
- Тернополь. 1 октября 1990 года демонтирован памятник Карлу Марксу[31].
- Киев. 21 ноября 2008 года демонтирован памятник Станиславу Косиору[32].
- Киев. 25 ноября 2009 года демонтирован памятник Григорию Петровскому[33].
- Запорожье. 28 декабря 2010 года отбита голова у бюста Иосифу Сталину, 31 декабря около 23:30 памятник был взорван неизвестными, бюст полностью уничтожен[34]. Украинский музыкант Орест Лютый этому событию посвятил свою песню «Взорвали бюста в саду біля обкому». Новый памятник Запорожским областным комитетом КПУ был открыт 7 ноября 2011 года.

## Сносы в 2013—2014 годах
В 2013—2014 годах произошла новая масштабная волна сносов памятников Ленину.